# Verein für Leibesübungen Wolfsburg 2018-2019
Questa pagina raccoglie i dati riguardanti il V.f.L. Wolfsburg nelle competizioni ufficiali della stagione 2018-2019.

## Stagione
La stagione 2018-19 è stata la 74ª nella storia del club e la sua 22ª stagione nella massima divisione tedesca.
Il Wolfsburg, allenato da Bruno Labbadia, concluse il campionato di Bundesliga al 6º posto. In coppa di Germania il Wolfsburg fu eliminato agli ottavi di finale dal RB Lipsia.

## Rosa
| N. |                         | Ruolo | Calciatore          |
| -- | ----------------------- | ----- | ------------------- |
| 1  | Belgio (bandiera)       | P     | Koen Casteels       |
| 36 | Germania (bandiera)     | P     | Phillip Menzel      |
| 12 | Austria (bandiera)      | P     | Pavao Pervan        |
| 25 | Stati Uniti (bandiera)  | D     | John Anthony Brooks |
| 28 | Germania (bandiera)     | D     | Dominik Franke      |
| 35 | Germania (bandiera)     | D     | Gian-Luca Itter     |
| 24 | Germania (bandiera)     | D     | Sebastian Jung      |
| 31 | Germania (bandiera)     | D     | Robin Knoche        |
| 15 | Francia (bandiera)      | D     | Jérôme Roussillon   |
| 32 | RD del Congo (bandiera) | D     | Marcel Tisserand    |
| 17 | Germania (bandiera)     | D     | Ohis Felix Uduokhai |
| 3  | Paesi Bassi (bandiera)  | D     | Paul Verhaegh       |
| 2  | Brasile (bandiera)      | D     | William             |
| 30 | Germania (bandiera)     | D     | Robin Ziegele       |
| 27 | Germania (bandiera)     | C     | Max Arnold          |

| N. |                        | Ruolo | Calciatore        |
| -- | ---------------------- | ----- | ----------------- |
| 7  | Croazia (bandiera)     | C     | Josip Brekalo     |
| 4  | Spagna (bandiera)      | C     | Camacho           |
| 13 | Germania (bandiera)    | C     | Yannick Gerhardt  |
| 23 | Francia (bandiera)     | C     | Josuha Guilavogui |
| 11 | Germania (bandiera)    | C     | Felix Klaus       |
| 10 | Turchia (bandiera)     | C     | Yunus Malli       |
| 21 | Francia (bandiera)     | C     | Paul-Georges Ntep |
| 37 | Germania (bandiera)    | C     | Elvis Rexhbeçaj   |
| 34 | Germania (bandiera)    | C     | Marvin Stefaniak  |
| 8  | Svizzera (bandiera)    | C     | Renato Steffen    |
| 29 | Germania (bandiera)    | C     | John Yeboah       |
| 38 | Belgio (bandiera)      | A     | Ismail Azzaoui    |
| 33 | Germania (bandiera)    | A     | Daniel Ginczek    |
| 14 | Svizzera (bandiera)    | A     | Admir Mehmedi     |
| 9  | Paesi Bassi (bandiera) | A     | Wout Weghorst     |

## Organigramma societario
Area tecnica
- Allenatore: Bruno Labbadia
- Allenatore in seconda: Olaf Janßen, Eddy Sözer
- Preparatore dei portieri: Pascal Formann
- Preparatori atletici: Günter Kern, Christoph Tebel, Jörg Drill, Patrick Kasprowski, Manfred Kroß, Michele Putaro, Sascha Weiß

## Risultati

### Bundesliga

#### Girone di andata
| Arbitro: | Ittrich |

|                        |           |                     |
| Brooks 33’ Ginczek 90’ | Marcatori | 85’ (rig.) Bentaleb |

| Arbitro: | Jablonski |

|            |           |                                           |
| Bailey 24’ | Marcatori | 36’ (aut.) Özcan 55’ Weghorst 60’ Steffen |

| Arbitro: | Dingert |

|                              |           |                       |
| Mallı 87’ (rig.) Mehmedi 90’ | Marcatori | 61’ Dilrosun 90’ Duda |

| Arbitro: | Stegemann |

|             |           |                                   |
| Mehmedi 61’ | Marcatori | 7’ Sallai 21’ Petersen 51’ Frantz |

| Magonza 26 settembre 2018, ore 20:30 CEST 5ª giornata | Magonza | 0 – 0 referto | Wolfsburg | Opel Arena (19 205 spett.)\| Arbitro: \| Stieler \| |
| Arbitro:                                              | Stieler |               |           |                                                     |

| Arbitro: | Zwayer |

|                          |           |                    |
| Steffen 12’ Weghorst 59’ | Marcatori | 7’ Pléa 48’ Hazard |

| Arbitro: | Petersen |

|                            |           |  |
| Klaassen 35’ Eggestein 86’ | Marcatori |  |

| Arbitro: | Winkmann |

|              |           |                                    |
| Weghorst 63’ | Marcatori | 30’, 48’ Lewandowski 72’ Rodríguez |

| Arbitro: | Schlager |

|  |           |                                             |
|  | Marcatori | 41’ (rig.) Weghorst 73’ Brekalo 80’ Ginczek |

| Arbitro: | Siebert |

|  |           |          |
|  | Marcatori | 27’ Reus |

| Arbitro: | Fritz |

|                            |           |                     |
| Maina 31’ Bebou 62’ (rig.) | Marcatori | 82’ (rig.) Weghorst |

| Arbitro: | Stieler |

|                |           |  |
| Roussillon 50’ | Marcatori |  |

| Arbitro: | Stegemann |

|           |           |                         |
| Jović 87’ | Marcatori | 31’ Mehmedi 68’ Ginczek |

| Arbitro: | Zwayer |

|                                 |           |                          |
| Bičakčić 28’ (aut.) Ginczek 31’ | Marcatori | 4’ Belfodil 71’ Kramarić |

| Arbitro: | Jablonski |

|  |           |                         |
|  | Marcatori | 58’ Ginczek 90’ Brekalo |

| Arbitro: | Hartmann |

|                             |           |  |
| Guilavogui 24’ Weghorst 44’ | Marcatori |  |

| Arbitro: | Storks |

|                         |           |                                         |
| Khedira 49’ Córdova 59’ | Marcatori | 33’ Guilavogui 41’ William 89’ Gerhardt |

#### Girone di ritorno
| Arbitro: | Gräfe |

|                          |           |               |
| Caligiuri 8’ (rig.), 78’ | Marcatori | 20’ Rexhbeçaj |

| Arbitro: | Zwayer |

|  |           |                                           |
|  | Marcatori | 45’ (rig.) Havertz 62’ Volland 88’ Brandt |

| Arbitro: | Dankert |

|  |           |              |
|  | Marcatori | 65’ Weghorst |

| Arbitro: | Brych |

|                                        |           |                                                |
| Grifo 37’ Petersen 70’ Waldschmidt 87’ | Marcatori | 11’ Roussillon 63’ (rig.) Weghorst 74’ Steffen |

| Arbitro: | Cortus |

|                                          |           |  |
| Arnold 4’ Weghorst 69’ (rig.) Knoche 76’ | Marcatori |  |

| Arbitro: | Kampka |

|  |           |                               |
|  | Marcatori | 38’ Gerhardt 68’, 83’ Mehmedi |

| Arbitro: | Siebert |

|            |           |           |
| Brooks 54’ | Marcatori | 74’ Kruse |

| Arbitro: | Stegemann |

|                                                                      |           |  |
| Gnabry 34’ Lewandowski 37’, 85’ Rodríguez 52’ Müller 76’ Kimmich 82’ | Marcatori |  |

| Arbitro: | Dankert |

|                                               |           |                     |
| Mehmedi 34’ Weghorst 54’, 59’, 88’ Knoche 57’ | Marcatori | 30’ Ayhan 65’ Raman |

| Arbitro: | Schmidt |

|                  |           |  |
| Alcácer 90’, 90’ | Marcatori |  |

| Arbitro: | Cortus |

|                                 |           |              |
| Steffen 32’, 71’ Roussillon 78’ | Marcatori | 30’ Weydandt |

| Arbitro: | Siebert |

|                      |           |  |
| Kampl 16’ Werner 28’ | Marcatori |  |

| Arbitro: | Fritz |

|            |           |               |
| Brooks 90’ | Marcatori | 78’ de Guzmán |

| Arbitro: | Aytekin |

|           |           |                                          |
| Szalai 9’ | Marcatori | 41’ William 69’, 88’ Weghorst 85’ Arnold |

| Arbitro: | Siebert |

|                         |           |  |
| Klaus 38’ Tisserand 78’ | Marcatori |  |

| Arbitro: | Brych |

|                                 |           |  |
| Castro 45’ Dōnīs 55’ Didavi 83’ | Marcatori |  |

| Arbitro: | Zwayer |

|                                                                                          |           |             |
| Weghorst 21’, 37’, 55’ Knoche 41’ Ginczek 57’ Rexhbeçaj 60’ Brekalo 85’ Danso 89’ (aut.) | Marcatori | 81’ Richter |

### Coppa di Germania
| Arbitro: | Koslowski |

|  |           |             |
|  | Marcatori | 76’ Ginczek |

| Arbitro: | Cortus |

|  |           |                          |
|  | Marcatori | 20’ Mehmedi 90’ Weghorst |

| Arbitro: | Dingert |

|          |           |  |
| Cunha 9’ | Marcatori |  |

## Statistiche

### Statistiche di squadra
| Competizione      | Punti | In casa | In casa | In casa | In casa | In casa | In casa | In trasferta | In trasferta | In trasferta | In trasferta | In trasferta | In trasferta | Totale | Totale | Totale | Totale | Totale | Totale | DR  |
| Competizione      | Punti | G       | V       | N       | P       | Gf      | Gs      | G            | V            | N            | P            | Gf           | Gs           | G      | V      | N      | P      | Gf     | Gs     | DR  |
| ----------------- | ----- | ------- | ------- | ------- | ------- | ------- | ------- | ------------ | ------------ | ------------ | ------------ | ------------ | ------------ | ------ | ------ | ------ | ------ | ------ | ------ | --- |
| Bundesliga        | 55    | 17      | 8       | 5       | 4       | 36      | 23      | 17           | 8            | 2            | 7            | 26           | 27           | 34     | 16     | 7      | 11     | 62     | 50     | +12 |
| Coppa di Germania | -     | 0       | 0       | 0       | 0       | 0       | 0       | 3            | 2            | 0            | 1            | 3            | 1            | 3      | 2      | 0      | 1      | 3      | 1      | +2  |
| Totale            | -     | 17      | 8       | 5       | 4       | 36      | 23      | 20           | 10           | 2            | 8            | 29           | 28           | 37     | 18     | 7      | 12     | 65     | 51     | +14 |

### Andamento in campionato
| Giornata  | 1 | 2 | 3 | 4 | 5 | 6 | 7 | 8  | 9  | 10 | 11 | 12 | 13 | 14 | 15 | 16 | 17 | 18 | 19 | 20 | 21 | 22 | 23 | 24 | 25 | 26 | 27 | 28 | 29 | 30 | 31 | 32 | 33 | 34 |
| --------- | - | - | - | - | - | - | - | -- | -- | -- | -- | -- | -- | -- | -- | -- | -- | -- | -- | -- | -- | -- | -- | -- | -- | -- | -- | -- | -- | -- | -- | -- | -- | -- |
| Luogo     | C | T | C | C | T | C | T | C  | T  | C  | T  | C  | T  | C  | T  | C  | T  | T  | C  | T  | T  | C  | T  | C  | T  | C  | T  | C  | T  | C  | T  | C  | T  | C  |
| Risultato | V | V | N | P | N | N | P | P  | V  | P  | P  | V  | V  | N  | V  | V  | V  | P  | P  | V  | N  | V  | V  | N  | P  | V  | P  | V  | P  | N  | V  | V  | P  | V  |
| Posizione | 5 | 2 | 3 | 5 | 6 | 7 | 9 | 10 | 10 | 11 | 12 | 9  | 8  | 9  | 8  | 6  | 5  | 6  | 8  | 6  | 7  | 6  | 5  | 7  | 7  | 7  | 8  | 6  | 9  | 9  | 8  | 7  | 7  | 6  |

Legenda:

Luogo: C = Casa; T = Trasferta. Risultato: V = Vittoria; N = Pareggio; P = Sconfitta.

### Statistiche dei giocatori
| Giocatore         | Bundesliga | Bundesliga | Bundesliga  | Bundesliga | Coppa di Germania | Coppa di Germania | Coppa di Germania | Coppa di Germania | Totale   | Totale | Totale      | Totale     |
| Giocatore         | Presenze   | Reti       | Ammonizioni | Espulsioni | Presenze          | Reti              | Ammonizioni       | Espulsioni        | Presenze | Reti   | Ammonizioni | Espulsioni |
| ----------------- | ---------- | ---------- | ----------- | ---------- | ----------------- | ----------------- | ----------------- | ----------------- | -------- | ------ | ----------- | ---------- |
| K. Casteels       | 26         | 0          | 0           | 0          | 3                 | 0                 | 0                 | 0                 | 29       | 0      | 0           | 0          |
| P. Menzel         | -          | -          | -           | -          | -                 | -                 | -                 | -                 | -        | -      | -           | -          |
| P. Pervan         | 9          | 0          | 1           | 0          | -                 | -                 | -                 | -                 | 9        | 0      | 1           | 0          |
| J. Brooks         | 29         | 3          | 7           | 0          | 3                 | 0                 | 1                 | 0                 | 32       | 3      | 8           | 0          |
| D. Franke         | -          | -          | -           | -          | -                 | -                 | -                 | -                 | -        | -      | -           | -          |
| G. Itter          | 2          | 0          | 0           | 0          | -                 | -                 | -                 | -                 | 2        | 0      | 0           | 0          |
| S. Jung           | 1          | 0          | 0           | 0          | -                 | -                 | -                 | -                 | 1        | 0      | 0           | 0          |
| R. Knoche         | 31         | 3          | 0           | 0          | 3                 | 0                 | 0                 | 0                 | 34       | 3      | 0           | 0          |
| J. Roussillon     | 28         | 3          | 4           | 0          | 3                 | 0                 | 0                 | 0                 | 31       | 3      | 4           | 0          |
| M. Tisserand      | 10         | 1          | 2           | 0          | 1                 | 0                 | 0                 | 0                 | 11       | 1      | 2           | 0          |
| F. Uduokhai       | 11         | 0          | 2           | 0          | 1                 | 0                 | 0                 | 0                 | 12       | 0      | 2           | 0          |
| P. Verhaegh       | 2          | 0          | 0           | 0          | 1                 | 0                 | 0                 | 0                 | 3        | 0      | 0           | 0          |
| William           | 31         | 2          | 10          | 0          | 2                 | 0                 | 1                 | 0                 | 33       | 2      | 11          | 0          |
| R. Ziegele        | -          | -          | -           | -          | -                 | -                 | -                 | -                 | -        | -      | -           | -          |
| M. Arnold         | 33         | 2          | 7           | 0          | 3                 | 0                 | 2                 | 0                 | 36       | 2      | 9           | 0          |
| J. Brekalo        | 25         | 3          | 2           | 0          | 2                 | 0                 | 0                 | 0                 | 27       | 3      | 2           | 0          |
| Camacho           | 6          | 0          | 3           | 0          | -                 | -                 | -                 | -                 | 6        | 0      | 3           | 0          |
| Y. Gerhardt       | 30         | 2          | 2           | 0          | 3                 | 0                 | 1                 | 0                 | 33       | 2      | 3           | 0          |
| J. Guilavogui     | 19         | 2          | 5           | 0          | 1                 | 0                 | 0                 | 0                 | 20       | 2      | 5           | 0          |
| F. Klaus          | 15         | 1          | 0           | 0          | 1                 | 0                 | 0                 | 0                 | 16       | 1      | 0           | 0          |
| Y. Malli          | 21         | 1          | 0           | 0          | 2                 | 0                 | 0                 | 0                 | 23       | 1      | 0           | 0          |
| P. Ntep           | -          | -          | -           | -          | -                 | -                 | -                 | -                 | -        | -      | -           | -          |
| E. Rexhbeçaj      | 24         | 2          | 4           | 0          | 2                 | 0                 | 0                 | 0                 | 26       | 2      | 4           | 0          |
| M. Stefaniak      | -          | -          | -           | -          | -                 | -                 | -                 | -                 | -        | -      | -           | -          |
| R. Steffen        | 31         | 5          | 4           | 0          | 3                 | 0                 | 2                 | 0                 | 34       | 5      | 6           | 0          |
| J. Yeboah         | 2          | 0          | 0           | 0          | 1                 | 0                 | 0                 | 0                 | 3        | 0      | 0           | 0          |
| I. Azzaoui        | -          | -          | -           | -          | -                 | -                 | -                 | -                 | -        | -      | -           | -          |
| D. Ginczek        | 24         | 6          | 4           | 0          | 2                 | 1                 | 0                 | 0                 | 26       | 7      | 4           | 0          |
| A. Mehmedi        | 26         | 6          | 1           | 0          | 2                 | 1                 | 0                 | 0                 | 28       | 7      | 1           | 0          |
| W. Weghorst       | 34         | 17         | 4           | 0          | 2                 | 1                 | 0                 | 0                 | 36       | 18     | 4           | 0          |
| J. Błaszczykowski | 1          | 0          | 0           | 0          | 1                 | 0                 | 0                 | 0                 | 2        | 0      | 0           | 0          |